# 四つ木出入口
四つ木出入口（よつぎでいりぐち）は、東京都葛飾区にある首都高速道路中央環状線のインターチェンジである。内回り・外回り双方の出口・入口とも設置されているフルインターチェンジである。
2022年（令和4年）4月1日以降、入口は内回り・外回り両方向ともにETC専用となっている。

## 連絡
- 首都高高架下を経由して、国道6号（水戸街道）の金町・松戸方面と連絡。
  - 出入口の位置の関係から、四ツ木橋や新四ツ木橋を経由して都心方面との直接の行き来はできない。ただし、内回り入口・外回り出口については新四ツ木橋の下流にある木根川橋を渡ることで対岸へ行き来可能。

## 周辺
- 四ツ木駅
- 荒川
- 葛飾警察署

## 隣
首都高速中央環状線
小菅JCT/(C40)小菅出入口 - 堀切JCT - (C41,C42)四つ木出入口 - (C43)平井大橋出入口